# 소보로 (프로게이머)
소보로(본명: 임성민, 2004년 1월 10일 ~ )은 대한민국의 리그 오브 레전드 프로게이머이다. 아이디는 Soboro, 포지션은 탑이다. 현재 BNK FearX에서 활동하고 있다.